# Sweet Revenge (album Generation X)
Sweet Revenge – czwarty (chronologicznie trzeci) album studyjny zespołu Generation X wydany w 1998 przez wytwórnię Empty Records. Materiał nagrano w lipcu 1979 w londyńskim studiu "Olympic". 

## Lista utworów
1. "Dancing with Myself" (B. Idol, T. James) – 3:26
2. "Modern Boys" (B. Idol, T. James) – 3:24
3. "Stars Look Down" (B. Idol, T. James) – 4:43
4. "Triumph" (B. Idol, T. James) – 5:15
5. "Girls Girls Girls" (B. Idol, T. James) – 3:05
6. "Anna Smiles" (B. Idol, T. James) – 2:28
7. "Flash as Hell" (B. Idol, T. James) – 2:33
8. "Psycho Beat" (B. Idol, T. James) – 3:36
9. "Cathy Come Home" (B. Idol, T. James) – 3:51
10. "Revenge" (B. Idol, T. James) – 5:19
11. "Dancing with My Wealth" (B. Idol, T. James) – 5:13

## Skład
- Billy Idol – śpiew
- Bob "Derwood" Andrews – gitara
- Tony James – gitara basowa
- Mark Laff – perkusja

produkcja
- Alan Winstanley – mix
- Doug Bennet – produkcja